# Susan de Boer
Susan de Boer (1955) is een Nederlandse schrijfster. Ze is onder andere bekend door haar lesbo-pulp-boeken.

## Carrière
In de tweede feministische golf werden er meerdere lesbische romans geschreven en gepubliceerd. Het aanbod was echter beperkt en bovendien kenmerkten lesbische liefdesromans zich vaak door een tragische afloop, zoals de dood van de hoofdpersoon of de doem van een eenzaam leven. De Boer besloot hier verandering in te brengen door zelf te gaan schrijven en hanteerde daarbij het concept van de populaire fictie of boeketreeks. In 1984 kwam haar eerste boek uit, genaamd Ik hou van je, Victorine. Dit boek vertelt het verhaal van een jong meisje dat ontdekt dat ze op vrouwen valt. Daarna volgden nog vijf titels, die allemaal een lesbische liefdesrelatie tot hoofdonderwerp hebben. Zo gaat Je moet kiezen, Coralie over een lesbische vrouw die na het verbreken van haar relatie op zoek gaat naar een levensdoel. Die roman werd op 7 mei 2000 gepresenteerd in de Utrechtse vrouwenboekwinkel Savannah Bay.
Naast haar werk aan lesbische romans is De Boer (mede)schrijver en redacteur van diverse publicaties over onderwijskundige onderwerpen, zoals Ook Techniekpact (2015) en Voorbeeldscholen (2016). In 2021 schreef ze samen met kinder- en jeugdpsychiater Ben Gunnewijk De praktijk van de kinder- en jeugdpsychiatrie. Ervaringen van kinderen, ouders en professionals.

### Feminisme
De Boer liet zich sterk beïnvloeden door de tijd waarin zij leefde. Tijdens het schrijven van haar eerste boek begaf ze zich in feministische kringen waar mannen werden afgezworen. Haar boeken spelen zich vooral af in de jaren tachtig en negentig waarin lesbische personen uitgaan, vakantie vieren op een vrouwencamping en vrouwenboekwinkels bezoeken. Ze zei hierover in een interview:
Ik was radicaal, ja. Ik heb rookbommen in de bioscopen gegooid waar Dressed to kill draaide. Vonden we een vrouw-onvriendelijke film.